# Dyskografia Jackiego Chana
Dyskografia Jackiego Chana – hongkońskiego aktora, reżysera, scenarzysty, producenta, kaskadera, muzyka, przedsiębiorcy i komika – obejmuje jedenaście albumów studyjnych, dziewięć kompilacji, dwadzieścia-osiem piosenek z filmów, dwa inne utwory oraz dwa teledyski, gdzie Jackie Chan wystąpił gościnnie.
Jackie Chan nagrał jedenaście albumów studyjnych: Thank You i Love Me (1984), A Boy’s Life (1985), Jackie Chan Sing Lung i Shangrila (1986), No Problem (1987), Jackie Chan (1988), The First Time (1991), Dragon’s Heart (1996), With All One’s Heart (2002), Official Album for the Beijing 2008 Olympic Games - Jackie Chan's Version (2008). Jackie Chan wykonał albumy w językach: japońskim, angielskim, kantońskim oraz mandaryńskim.
Chan stworzył dziewięć kompilacji: The Best of Jackie Chan i Hong Kong, My Love (1988), See You Again i Jackie (1989), Giant Feelings (1990), Best of Movie Themes (1995), The Best of Jackie Chan (1999), Asian Pop Gold (2002) oraz Jackie Chan Greatest Hits (2005).
Jackie Chan wykonał ponad dwadzieścia osiem utworów do filmów oraz utwory na ceremonię zakończenia Letnich Igrzysk Olimpijskich 2008 i na rozpoczęcie Expo 2010.

## Albumy studyjne
Źródło: oficjalna strona Jackiego Chana.
| Rok  | Dane dot. albumu |
| ---- | --- |
| 1984 | Thank You |
| 1984 | Love Me - Wytwórnia: Elektra Records - Format: LP                                                                      |
| 1985 | A Boy’s Life |
| 1986 | Jackie Chan Sing Lung                                                                                                  |
| 1986 | Shangrila |
| 1987 | No Problem - Format: LP                                                                                                |
| 1988 | Jackie Chan - Format: CD                                                                                               |
| 1991 | The First Time - Wytwórnia: Rock(S) - Format: CD, LP, kaseta, digital download                                         |
| 1996 | Dragon’s Heart - Wydany: 2 lutego 1996 - Wytwórnia: Rock Records - Format: CD, digital download                        |
| 2002 | With All One’s Heart - Wytwórnia: Star East - Format: CD                                                               |
| 2008 | The Official Album for Beijing 2008 Olympic Games - Wydany: 14 sierpnia 2008 - Wytwórnia: Zhong Guo Chang - Format: CD |

## Kompilacje
Źródło: oficjalna strona Jackiego Chana.
| Rok  | Dane dot. albumu                                                                                     |
| ---- | --- |
| 1988 | Giant Feelings                                                                                       |
| 1988 | The Best of JC                                                                                       |
| 1988 | Hong Kong, My Love                                                                                   |
| 1989 | Jackie                                                                                               |
| 1989 | See You Again                                                                                        |
| 1995 | Best of Movie Themes - Wydany: 21 stycznia 1995 - Wytwórnia: Rock Records - Format: Digital download |
| 1999 | Best of JC                                                                                           |
| 2000 | Asian Pop Gold - Wydany: 20 lipca 2000 - Wytwórnia: Rock Records - Format: CD                        |
| 2005 | Jackie Chan Greatest Hits                                                                            |

## Single
| Rok  | Tytuł                                                               |
| ---- | ------------------------------------------------------------------- |
| 2005 | „Jia Xiang de Long Yan Shu (Long Yan Tree in Home Town)”            |
| 2012 | „電影十二生肖預告片主題曲:妙手空空” (Emil Wakin Chau & A–Yue Chang) |

### Z gościnnym udziałem
| Rok  | Tytuł                                   |
| ---- | --------------------------------------- |
| 2012 | „I Don’t Want No Trouble” (Jaycee Chan) |

## Pozostałe utwory
Źródło: Simonyam
| Rok  | Film                                                    | Tytuł utworu                                                |
| ---- | ------------------------------------------------------- | ----------------------------------------------------------- |
| 1980 | Młody mistrz                                            | „Kung Fu Fighting Man”                                      |
| 1982 | Król smoków                                             | –                                                           |
| 1983 | Projekt A                                               | –                                                           |
| 1985 | Policyjna opowieść                                      | „英雄故事” / „Story of a Hero” / „Hero Story”               |
| 1987 | Zbroja Boga                                             | „Friend of Mine” (feat. Alan Tam) „High up on High”         |
| 1987 | Projekt A 2                                             | –                                                           |
| 1988 | Policyjna opowieść 2                                    | –                                                           |
| 1988 | Wieczne smoki                                           | – (feat. Anita Mui)                                         |
| 1991 | Zbroja Boga 2: Operacja Kondor                          | „Flight of the Dragon” / „High Upon High”                   |
| 1991 | Piękna i Bestia                                         | „Beauty and the Beast”                                      |
| 1992 | Policyjna opowieść 3: Superglina                        | „The Riddle” „I Hope You’ll Understand”                     |
| 1992 | Dawno temu w Chinach 2                                  | „A Man Should Better Himself”                               |
| 1993 | Miejski łowca                                           | „City Hunter”                                               |
| 1994 | Legenda pijanego mistrza                                | „Drunken Boxing”                                            |
| 1995 | Szybszy od błyskawicy                                   | „One Moment’s Hero”                                         |
| 1995 | Draka w Bronksie                                        | „A Good Conscience”                                         |
| 1996 | Policyjna opowieść 4: Projekt S                         | „Zenmo hui”                                                 |
| 1997 | Przyjemniaczek                                          | „A Nice Guy” „As Long as I Loved”                           |
| 1997 | Last Tango in Shanghai (serial telewizyjny)             | „午夜舞影” / „Wu Ye Yu Ying”                                |
| 1998 | Mulan                                                   | „I’ll Make a Man Out of You”                                |
| 1998 | Godziny szczytu                                         | „Less Than an Hour”                                         |
| 1998 | Zgadnij, kim jestem?                                    | „Who Am I?” (feat. Emil Chow)                               |
| 2001 | Agent z przypadku                                       | „Out of Control” (feat. Mavis Fan)                          |
| 2003 | Chin gei bin                                            | „变变变” / „Bian Bian Bian” (feat. Twins)                   |
| 2004 | Nowa policyjna opowieść                                 | „September Storm”                                           |
| 2005 | Mit                                                     | „Endless Love” (feat. Kim Hee-sun)                          |
| 2006 | Niania w akcji                                          | „爸媽的話” / „Father and Mother’s Words”                    |
| 2008 | The One Man Olympics                                    | „Stand Up” (feat. Leehom Wang, Stefanie Sun, Han Hong)      |
| 2008 | Ceremonia zakończenia Letnich Igrzysk Olimpijskich 2008 | „Hard to Say Goodbye” (feat. Andy Lau, Liu Huan, Emil Chau) |
| 2009 | Expo 2010                                               | „City” (feat. Lang Lang, Yao Ming)                          |
| 2010 | Mały wielki wojownik                                    | „油菜花” / „Canola Flower”                                  |

## Teledyski
| Rok  | Tytuł                               | Reżyser |
| ---- | ----------------------------------- | ------- |
| 2004 | „New Police Story”                  | –       |
| 2013 | „Police Story 2013 《Zheng Jiu》”   | –       |
| 2015 | „Hero of the Desert (Dragon Blade)” | –       |

### Z gościnnym udziałem
| Rok  | Tytuł                        | Artysta                     | Reżyser |
| ---- | ---------------------------- | --------------------------- | ------- |
| 1996 | „What’s Love Got Do with It” | Warren G feat. Adina Howard | –       |
| 2001 | „Yeah, Yeah, Yeah”           | Uncle Kracker               | –       |